# Ifanirea
Ifanirea est une commune rurale malgache située dans la partie ouest de la région de Fitovinany.